# البیز-لو-ژان
البیز-لو-ژان (به فرانسوی: Albiez-le-Jeune) یک کمون در فرانسه است که در Canton of Saint-Jean-de-Maurienne واقع شده‌است.

## خصوصیات
البیز-لو-ژان ۱۲٫۴۵ کیلومترمربع مساحت و ۱۰۱ نفر جمعیت دارد.